# Bougoufa
Bougoufa (também escrito Bou Goufa) é uma vila na comuna de Mih Ouensa, no distrito de Mih Ouensa, província de El Oued, Argélia. A vila está localizada a 12 quilômetros (7,5 milhas) ao sudeste de Mih Ouens e 30 quilômetros (19 milhas) ao sudeste da capital provincial El Oued.